# カフェグルーヴ
株式会社カフェグルーヴ（英文社名 cafegroove Inc.）は、東京都渋谷区に本社を置くWebを中心としたブランディング会社。Webブランディング以外にも、映画情報メディア『cinemacafe.net』、女性のライフスタイルメディア『verita（ヴェリタ）』、ゴルフ情報メディア『楽園ゴルフ』等のWebメディア運営、ダイニング事業、映画やアーティストの版権投資事業、EC事業『isola』、イベント事業等、多岐に渡って事業を展開していた。

## 概要
- 2000年6月1日設立
- 代表取締役：浜田寿人
- 取締役：大川稔明、岡島将人
- 社外取締役：野津幸治 （株式会社インディソフトウェア）、仮屋薗聡一 （株式会社グロービス・キャピタル・パートナーズ）

## 沿革
カフェグルーヴは2000年6月に設立された。社長の浜田寿人は1995年頃、留学先のアラバマ州ハンツビルでインターネットに触れて事業の可能性を見出し、1997年11月に映画情報を提供するメールマガジン「CINEMA DE CINEMA」（シネシネ）を始めた。この活動が注目され、帰国後にソニーに入社、デジタルシネマのビジネスモデル開発に携わったが、会社の体質に馴染めず2年で退職。独立してカフェグルーヴを起業した。
独立後はメールマガジンを発展させた映画サイト「シネマカフェ」の運営を軸に事業を展開、メールマガジンの読者は2000年の末には5万人に、2002年1月にはインプレスが運営していた「MOVIE Watch」を統合し、メールマガジンの読者も18万人に増加した。以降、映画館で上映される広告のデジタル配信、mixi、Yahoo、eyeVioなど他社への「シネマカフェ」のコンテンツ提供など、関連業務を拡大した。2006年には"cinemacafe films"の名称で映画の制作、配給への投資に進出することを表明、2007年にはその第一弾として映画『約束の旅路』を公開した。この作品は黒人、難民、ユダヤ教といった受けにくい題材にもかかわらず好評を得た。
映画関連事業のほか、2005年には飲食業にも進出、以降、酒類・葉巻の流通、EC事業など多彩な事業展開を行っていた。
しかし2012年には「シネマカフェ」事業を株式会社イードに、2013年には『verita』をofficetwに譲渡するなど事業を縮小、2015年7月には東京地方裁判所より破産手続の開始決定を受けた。

## 外部サイト
- 株式会社カフェグルーヴ　※サイト削除
- cinemacafe.net - 映画情報メディア
- verita - 女性のライフスタイルメディア
- 楽園ゴルフ - ゴルフ情報メディア
- isola - ECサイト